# Miroslav Černý (moderátor)
Miroslav „Mirek“ Černý (* 22. srpna 1937 Praha) je český recitátor, textař, producent a moderátor, významná postava českého folku a country. Nejvíce znám je jako interpret svého textu k písni „Balíček karet“.

## Život
Vystudoval Fakultu stavební ČVUT (1960) a pracoval jako statik v projektové kanceláři, kde se seznámil s Pavlem Bobkem, Petrem Nárožným a Antonínem Linhartem. V roce 1965 začal moderovat pořady tehdy začínající skupiny Rangers, později moderoval koncerty Greenhorns, Country Beatu, Olympiku, Václava Neckáře, moderoval také na festivalu Porta. Od roku 1969 začal pracovat jako producent v Supraphonu.
Jako interpret proslul tím, že do hudebního doprovodu místo zpěvu recitoval, jeho prvními hity byly písně Balíček karet nebo Zatím co ty spíš. Později vydal několik alb. Jako textař napsal texty pro Karla Gotta, Olympic, Waldemara Matušku, Rangers, Petra Spáleného, Michala Tučného, Věru Martinovou nebo Hanu Zagorovou. V roce 2012 vydal Supraphon komplet 4 CD s jeho texty Nejvýznamnější textaři české populární hudby – Mirek Černý.
Od roku 1967 působil též v rozhlase, na Českém rozhlasu stanici Dvojka moderoval pořady Country pohoda (2005–2019), Odpolední harmonie a Dvorana Mirka Černého (2011–2019). Dnes působí v rámci společného vysílání regionálních stanic Českého rozhlasu. Pořad Country dostavník se vysílá (od roku 2019) každý všední den od 21:00 do 22:00. Připravuje ho pražské studio ČRo Region.

## Diskografie
- Bylo nebylo 1978 Supraphon
- Balíček karet 1992 Supraphon
- Chlap Zuzanka (Balíček karet 2) 1995 Venkow
- Starý psi, malý děti a velký plzeňský 1999 Venkow Records
- Master Serie 1999 Venkow Records
- Nejvýznamnější textaři české populární hudby Mirek Černý (a ještě něco navíc...), 2012, Supraphon
- Mirek Černý 80 – Jubilejní edice, 2017, Supraphon[3]